# Alfa Romeo Vola
L’Alfa Romeo Vola est un concept-car conçu par le constructeur italien Alfa Romeo avec une carrosserie signée Leonardo Fioravanti en 2000. La voiture a été présentée pour la première fois au Salon international de l'automobile de Genève en mars 2001.
La voiture est remarquable par son style et son toit rotatif en verre qui pivote juste derrière l'habitacle. Plutôt que d'occuper un espace de bagages précieux, le toit ouvert se range sur le couvercle du coffre, faisant de la voiture un coupé cabriolet.
Un premier prototype a été exposé, dans une livrée noire avec un intérieur rouge. Au Salon de l'automobile de Genève en mars 2005, ce même prototype a été présenté dans une livrée rouge avec une sellerie marron. La Carrozzeria Fioravanti a reconduit ce même concept de toit pour la Ferrari 575 Superamerica de 2005, dessinée par Fioravanti et breveté sous le nom de toit Revocromico. 
En 2008, Fioravanti présente un second prototype de la Vola avec des contreforts arrière remodelés de manière similaire à la Ferrari 575 Superamerica. Fioravanti a renommé la voiture « Alfa Romeo LF ».

## Caractéristiques techniques

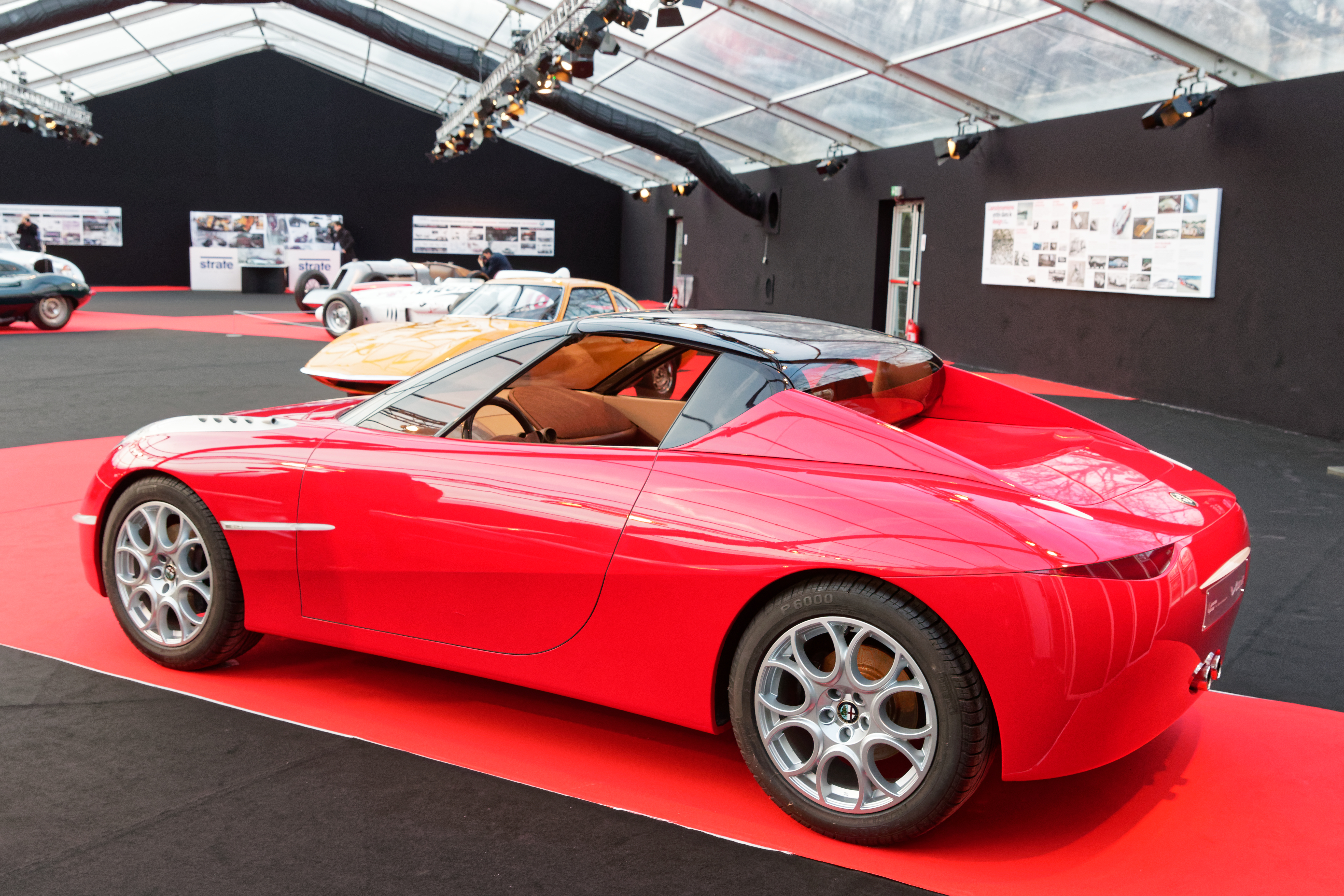
Vue latérale, prototype 2, avec les contreforts redessinés

L'Alfa Romeo Vola est propulsée par un moteur Alfa Romeo V6 de 2 959 cm3 à deux soupapes par cylindre, monté transversalement à l'avant, développant 192 Ch DIN (141 kW). Ce moteur est couplé à une boîte manuelle à cinq rapports transmettant la puissance aux roues avant. Son châssis est dérivé de celui de la GTV Spider type 916[réf. nécessaire].